# Svetlana Feofanova
Svetlana Jevgenjevna Feofanova (Russisch: Светлана Евгеньевна Феофа́нова), (Moskou, 16 juli 1980) is een Russische atlete, die aan polsstokhoogspringen doet. Ze verbeterde in 2004 tweemaal het wereldrecord. In beide gevallen werd dit haar na enkele weken alweer afgenomen door haar landgenote Jelena Isinbajeva. Zij nam viermaal deel aan de Olympische Spelen, waarop zij eenmaal zilver en eenmaal brons behaalde.

## Biografie

### Begonnen als turnster
Feofanova was aanvankelijk turnster geweest en had zelfs al in de Russische ploeg op de Olympische Spelen van 1996 gezeten. Ze blonk echter niet uit in deze sport.

### Wereldindoorrecord
Na haar overstap naar het polsstokhoogspringen werd ze in 2001 op de wereldkampioenschappen achter Stacy Dragila tweede met 4,75, dezelfde hoogte als de winnares. Het jaar daarop werd Feofanova zowel in- als outdoor Europees kampioene. Vervolgens veroverde zij in 2003 ook op de WK goud. Nadat ze zich aan het begin van het jaar op de wereldindoorkampioenschappen al tot beste van de wereld had laten kronen met een wereldrecordsprong over 4,80, bereikte ze diezelfde positie dus ook in Parijs. Een jaar later werd ze bij de WK indoor echter slechts derde, maar verbeterde vervolgens op 4 juli 2004 met een hoogte van 4,88 in Iraklion, Griekenland wel het outdoor-wereldrecord van Jelena Isinbajeva. Die pakte dit drie weken daarna in Birmingham met 4,89 echter alweer van haar af.
Beide Russinnen kwamen dus als kanshebbers op goud naar de Olympische Spelen van Athene, waar Isinbajeva de strijd in haar voordeel besliste met alweer een wereldrecordsprong: 4,91. Feofanova volgde haar landgenote met 4,75 op afstand en werd tweede. Overigens neemt Feofanova met haar 4,88 op de ranglijst van de TopTien Aller Tijden nog steeds de derde plaats in (peildatum juli 2012).

### Europees indoorkampioene
In 2005 moest Svetlana Feofanova vanwege een blessure verstek laten gaan en kon zij in Helsinki dus ook haar wereldtitel niet verdedigen. In 2006 vierde zij op de Europese kampioenschappen in Göteborg met een vierde plaats haar comeback.
Op de Europese indoorkampioenschappen in Birmingham won ze met een hoogte van 4,76 een gouden medaille. Haar grootste rivale Jelena Isinbajeva deed niet mee aan deze kampioenschappen. Bij de WK in Osaka, later dat jaar, was Isinbajeva er echter wél bij. Daardoor moest Feofanova ditmaal weer genoegen nemen met minder eremetaal. Het werd zelfs brons, omdat de Tsjechische Katerina Badurová haar ook nog eens de pas afsneed naar het zilver. Een maand later kwam zij bij de wereldatletiekfinale in Stuttgart met een sprong over 4,82 tot haar beste jaarprestatie.

### Olympisch brons
In 2008 was zij op de belangrijkste toernooien opnieuw present. Op de WK indoor in Valencia leverde haar dit een vijfde plaats op met 4,60, terwijl zij zich op de Olympische Spelen in Peking met 4,75 en een derde plaats opnieuw in de prijzen wist te springen.
Na de Spelen gunde Feofanova zich enige tijd vrijaf om feest te vieren en koos ze ervoor om, in plaats van zich te richten op het volgende indoorseizoen, gedurende langere tijd op vakantie te gaan naar Indonesië. Tevens veranderde zij van manager. Enige tijd ging het gerucht dat Feofanova zou stoppen, maar zelf ontzenuwde zij dit met klem. Desondanks kwam er van het zomerseizoen 2009 niet zoveel terecht. Ze was nog wel present op de FBK Games in Hengelo en in juli kwam zij in Rome tijdens de Golden League meeting tot een beste jaarprestatie van 4,70. Bij de Golden League meeting in Parijs ging het vervolgens mis. Ze liep een ernstige armblessure op, waarvan de doktoren de oorzaak aanvankelijk niet konden vaststellen. Later werd echter duidelijk, dat er sprake was van een breuk. Hierdoor viel de rest van het seizoen in het water en moest ze onder andere de WK in Berlijn aan zich voorbij laten gaan.

### Europees kampioene
In september 2009 was de gebroken arm hersteld en hervatte Svetlana Feofanova de training, die gericht was op deelname aan het indoorseizoen 2009/2010. Haar droom om aan de start van het seizoen direct een beste jaarprestatie neer te zetten, kwam uit. Op de WK indoor in Doha kwam ze tot een sprong van 4,80. Ze versloeg er haar eeuwige rivale Isinbajeva mee, maar werd desondanks geen kampioene. Die eer was weggelegd voor de Braziliaanse Fabiana Murer, die eveneens 4,80 sprong, maar dat in één keer deed, terwijl Feofanova en twee pogingen voor nodig had. Ze was desondanks gelukkig met het zilver, omdat ze zich in haar beste vorm sinds jaren voelde.
Hoezeer ze hierin gelijk had, bewees ze vervolgens die zomer op de EK in Barcelona, waar ze zonder de concurrentie van Isinbajeva, die zichzelf inmiddels een rustpauze had gegund, de gouden medaille won met een hoogte van 4,75. Doordat ze geen geldige poging wist te produceren bij de Olympische Zomerspelen 2012 in Londen was ze daar reeds in de kwalificatieronde uitgeschakeld.

## Titels
- Wereldkampioene polsstokhoogspringen - 2003
- Wereldindoorkampioene polsstokhoogspringen - 2003
- Europees kampioene polsstokhoogspringen - 2002, 2010
- Europees indoorkampioene polsstokhoogspringen - 2002, 2003, 2007
- Russisch kampioene polsstokhoogspringen - 2001, 2006, 2007, 2008, 2012
- Russisch indoorkampioene polsstokhoogspringen - 2001, 2006, 2008, 2010

## Persoonlijke records
| Onderdeel                      | Prestatie      | Datum            | Plaats   |
| ------------------------------ | -------------- | ---------------- | -------- |
| polsstokhoogspringen (outdoor) | 4,88 m (ex-WR) | 4 juli 2004      | Iraklion |
| polsstokhoogspringen (indoor)  | 4,85 m         | 22 februari 2004 | Peaniá   |

## Wereldrecords
| Hoogte (m) | Datum            | Plaats   |
| ---------- | ---------------- | -------- |
| 4,85       | 22 februari 2004 | Athene   |
| 4,88       | 4 juli 2004      | Iraklion |

## Palmares

### polsstokhoogspringen
Kampioenschappen
- 2000:  Europacup - 4,35 m
- 2001:  WK indoor - 4,51 m
- 2001:  Europacup - 4,60 m
- 2001:  Goodwill Games - 4,45 m
- 2001:  Grand Prix Finale - 4,45 m
- 2001:  WK - 4,75 m
- 2002:  EK indoor - 4,75 m
- 2002:  Wereldbeker - 4,40 m
- 2002:  EK - 4,60 m
- 2003:  Europese indoorbeker - 4,65 m
- 2003:  WK indoor - 4,80 m
- 2002:  Europese beker - 4,70 m
- 2003:  Wereldatletiekfinale - 4,60 m
- 2003:  WK - 4,75 m
- 2004:  WK indoor - 4,70 m
- 2004:  OS - 4,75 m
- 2004: 4e Wereldatletiekfinale - 4,60 m
- 2006:  WK indoor - 4,70 m
- 2006: 4e EK - 4,50 m
- 2007:  EK indoor - 4,76 m
- 2007:  WK - 4,75 m
- 2007:  Wereldatletiekfinale - 4,82 m
- 2008: 5e WK indoor - 4,60 m
- 2008:  OS - 4,75 m
- 2008:  Wereldatletiekfinale - 4,70 m
- 2009:  FBK Games - 4,45 m
- 2010:  WK Indoor - 4,80 m
- 2010:  EK - 4,75 m
- 2011:  WK - 4,75 m
- 2012:  Russische kamp. - 4,65 m
- 2012: NM OS

Golden League-podiumplekken
- 2001:  ISTAF – 4,56 m
- 2002:  Herculis – 4,69 m
- 2007:  Meeting Gaz de France – 4,71 m
- 2007:  Weltklasse Zürich – 4,75 m
- 2007:  Memorial Van Damme – 4,80 m
- 2007:  ISTAF – 4,72 m
- 2009:  Bislett Games – 4,66 m
- 2009:  Golden Gala – 4,70 m
- 2009:  Meeting Areva – 4,55 m

Diamond League-podiumplekken
- 2010:  British Grand Prix – 4,71 m
- 2010:  Herculis – 4,70 m
- 2010:  DN Galan – 4,71 m
- 2010:  Aviva London Grand Prix – 4,46 m
- 2010:  Weltklasse Zürich – 4,71 m
- 2011:  Prefontaine Classic – 4,58 m
- 2011:  British Grand Prix – 4,46 m
- 2011:  Aviva London Grand Prix – 4,71 m
- 2012:  Prefontaine Classic – 4,58 m

1999 Stacy Dragila · 
2001 Stacy Dragila · 
2003 Svetlana Feofanova · 
2005 Jelena Isinbajeva ·
2007 Jelena Isinbajeva ·
2009 Anna Rogowska ·
2011 Fabiana Murer ·
2013 Jelena Isinbajeva ·
2015 Yarisley Silva ·
2017 Ekaterini Stefanidi ·
2019 Anzjelika Sidorova ·
2022 Katie Nageotte ·
2023 Nina Kennedy & Katie Moon